# Невротизм
Невротизм — фундаментальна риса особистості у психології, що характеризується тривожністю, страхом, швидкою зміною настрою, фрустрацією та відчуттям самотності. Вважається, що невротичні люди гірше справляються зі стресом, схильні перебільшувати негативну сторону тієї чи іншої ситуації. Частіше за все такі особистості сором'язливі і мають проблеми із втриманням гніву.
Високий ступінь невротизму вказує на ризик появи плеяди симптомів, що характерні для класичних психічних розладів: депресія, фобії, панічні атаки, — що традиційно характерно для неврозу. Не варто плутати невротизм та невроз, адже невротичні симптоми може переживати і людина без рис невротизму.
Невротизм вимірюється, як правило, за допомогою різноманітних шкал та опитувальних тестів (методика Ганса Айзенка).
Прийнято вважати, що особистості, в яких низький рівень невротизму, є більш емоційно стабільними, терплячими, стресостійкими, рідше відчувають емоційну напругу. Хоча такі індивіди у меншій мірі піддаються негативним емоційним впливам, це не означає, що для них характерний високий рівень позитивних переживань.

## Дослідження невротизму
Ганс Айзенк, який вважається одним із родоначальників досліджень особистості, вперше вводить поняття невротизм на базі трьохфакторної теорії особистості на рівні з такими рисами як «психотизм» та «екстраверсія».
Невротизм вимірюється, як правило, за допомогою різноманітних шкал та опитувальних тестів, однак достатньо часто у практиці зустрічаються рецензування (peer-reports) при залученні екзаменатора, який спостерігає не тільки за відповідями піддослідного, але і за його моторикою. Опитувальники в основному мають лексичний характер (піддослідний вибирає слово із декількох запропонованих, що найбільш характерне для нього) або подаються у вигляді закінченого виразу. Висновки робляться на базі вибраних тверджень (слів, означень, виразів) та часу, що індивід витратив на вирішення даної задачі.
Лексичні вирази — прикметники, що характеризують невротичний стан та його прояви, які мають протилежні значення і подаються попарно. Льюїс Голдберг (1992) запропонував 20 слів для вимірювання ступеню невротизму у рамках 100-слівної моделі особистості «Велика п'ятірка». Герард Саусер (1994) розробив коротку 8-слівну модель як частину його міні-тесту із 40 слів на емоційний інтелект.
При застосуванні методики вибору закінченого виразу (Statement measures) для дослідника відкривається більше поле для дослідження показників особистості. Як правило, респондентам пропонуються наступні вирази: «Залишаюсь спокійним навіть при великому емоційному тиску», «Мій настрій швидко змінюється» тощо.

### Біопсихологічнатеорія особистості
Явище невротизму також досліджувалось в рамках біопсихологічної теорії особистості за Греєм. Його метод базувався на шкалі з двома вимірами: система гальмування поведінки (BIS — Behavioural Inhibition System) та система активації поведінки (BAS — Behavioural Activation System).
За даними досліджень, BAS регулює поведінковий підхід, що відповідає за обумовлену або необумовлену нагороду, мають тягу до новизни, розваг, пригод. Загалом, індивіди з високою активністю BAS є більш імпульсивними і мають проблеми з витримкою при досягненні певних цілей.
Система гальмування поведінки (BIS) відповідає за «поведінку уникання» і відноситься до так званої системи покарання. Індивіди при більшій активації BIS умовно вважаються консерваторами і є у значній мірі вразливими до негативних переживань, фрустрації, емоційних потрясінь, страху, суму, тривоги тощо.
Згідно з теорії Грея, якості особистості залежать від сили BAS (підхід мотивації) та BIS (підхід уникання). Таким чином, високий ступінь активації BAS характеризується високою екстраверсією, низьким невротизмом та імпульсивністю, у той час як BIS — високою інтроверсією, високим невротизмом та високою тривогою. Також вважається, що при високому рівні BAS спостерігається вищий позитивний афект при нагороді, а при переважанні BIS навпаки — гіперболізований негативний афект на покарання.

## Психопатологія
Дослідження показали, що широкий спектр психічних розладів в тій чи іншій ступені корелює з невротизмом у порівнянні із загальним рівнем населення. Розлади настрою, такі як депресія, біполярні розлади, тривожність, розлади харчування (булімія, анорексія), шизофренія, розлади особистості та іпохондрія частіше діагностуються у людей з високим невротизмом. Інші розлади особистості характеризуються незначним рівнем невротизму (нарцисизм, істерія).
Затримка у задоволенні власних потреб є однією з причин дестабілізації емоційного стану індивідів з вираженим невротизмом.

## Нейрофізіологія
Дослідження показали, що наявні фізіологічні відмінності мозку, що пов'язані з невротизмом. Ганс Айзенк вивів теорію, що невротизм пов'язаний з активністю лімбічної системи. Також за його дослідженнями виявилось, що невротизм характерний для індивідів з вираженим переважанням активності симпатичного відділу автономної нервової системи.

### Роль серотоніну
Важливий фактор вираженості невротизму — генетична схильність. Невротизм асоціюють з генетичними варіаціями 5-HTTLPR — явищем поліморфізму гену транспортеру серотоніну. Завдяки позитрон-емісійної томографії (ПЕТ) було виявлено, що індивіди з високим рівнем невротизму мають високий ступінь зв'язування альтасерину в певних зонах лімбічної системи. Це вказує на те, що такі індивіди мають більшу концентрацію рецепторів серотоніну 2-го типу 5-HT2A у даних відділах. Таким чином, вищезазначені дослідження вказують на те, що рівень експресії серотонінових рецепторів має тісний взаємозв'язок із ступенем прояву невротизму.

### Роль BDNF
Нейротропний фактор мозку (Brain-derived neurotrophic factor — BDNF) є одним з ключових білків для виживання, росту та диференціації нейронів. Існує багато доказів, що патологічні флуктуації BDNF беруть участь у розвитку емоційних розладів.
Невротизм відображає хронічну тенденцію переживати негативні емоції, що є значним провісником депресивних розладів частково через те, що невротизм виражає загальну схильність до депресій. Також невротизм корелює з активністю кровопостачання гіпокампу — структури, що в найбільшій мірі взаємодіє з BDNF та бере участь у розвитку депресивних станів. Згідно з деякими дослідженнями, низький рівень BDNF у сироватці крові може відображатись у частих змінах настрою, відчуттям тривоги тощо.

### Роль кортизолу
Вважається, що постійне перебування індивіда під дією стресових факторів викликає лабільність захисних механізмів до зміни настрою та тривожних психічних розладів. Стресорний дисбаланс гіпоталамо-гіпофізарно-адреналової осі (ГГАО) є одним із шляхів, що може відноситись до невротизму та посилення його проявів.
Рівень кортизолу в крові  у відповідь на стрес — маркер активності системи ГГАО, що детермінований генетично. Це означає, що зміни концентрації кортизолу в організмі можуть давати важливу інформацію щодо інтенсивності відповіді на стресові ситуації в залежності від того, чи знаходиться організм в умовах хронічного стресу чи у спокійному середовищі.
Відомо, що виділення кортизолу має циркадний ритм. Згідно деяких досліджень, збільшення відчуття тривоги, появи ознак депресії і зміни настрою, зниження працездатності пов'язують зі стабільним ростом добової концентрації кортизолу внаслідок дії хронічного стресу. Однак, на сьогодні остаточного підтвердження достовірності цієї теорії і досі не отримано. Можливою причиною суперечливих даних є відмінності між вимірами рівню кортизолу.

## Анатомічні особливості
Дослідження нейровізуалізації з використанням  МРТ виявили, що загальний об'єм мозку негативно корелює із невротизмом.
Встановлені значні кореляції між невротизмом і функціонуванням мозку та його окремих структур. Так, наприклад, для невротизму характерне значне збудження префронтальної кори та мигдалевидного тіла у відповідь на емоційні стимули, а також функціональний зв'язок між вищезазначеними структурами у відповідь на виконання завдань.
Також виявлено, що бажання пізнавати нове, залежність від нагороди та креативність залежать від ступеню інтегрованості та об'єму білої речовини, що поєднують такі структури як гіпокамп, мигдалевидне тіло, стріатум та префронтальна кора.

## Статеві та географічні відмінності
Результати соціологічних досліджень виявили, що, як правило, жінки мають більш значні вираження невротизму у порівнянні з чоловіками. Дослідження проводились методом «Великої п'ятірки» серед 55 національностей. Для чоловіків Ботсвани та Індонезії було виявлено трохи вищий рівень невротизму у порівнянні з жінками. Незначна різниця показників (менш ніж 0,2 стандартного відхилення) між чоловіками та жінками характерна для наступних країн: Бангладеш, Танзанія, Ефіопія, Греція, Японія, Ботсвана та Індонезія. Значна різниця показників (більш ніж 0,8 стандартного відхилення) невротизму між жінками і чоловіками була виявлена в Ізраїлі та Марокко. Виявлено, що для Африканського та Азійського регіонів характерна менша різниця невротизму між жінками і чоловіками у порівнянні із Європою, Північною та Південною Америкою. Серед жінок різних національностей показники невротизму відрізнялись несуттєво. Однак у чоловіків «західного світу» невротизм виявлявся у меншій мірі аніж для народів Азії та Африки. Загальна тенденція невротизму у чоловіків прямо пропорційна ступеню розвитку країни.

## Еволюційні переваги
Згідно з деякими еволюційними теоріями невротизм може мати деякі переваги. Наприклад, підвищення продуктивності та більше виживання індивідів за несприятливих та агресивних умов середовища завдяки високій чутливості до негативних факторів. Звичайно, надмірний невротизм сприяє зниженню нервового та фізичного тонусу, що навпаки не буде сприяти кращому пристосуванню організму, тому більшість індивідів з невротизмом, як правило, знаходяться на шкалі близько до оптимуму.
За результатами дослідження та моделювання майбутніх колоній на Марсі, що проводилися протягом 28 років із різною кількістю людей, вчені виявили, що деяким типам особистості доведеться найважче для життя на Марсі. Фахівці розділили типи особистості на «Згідні», «Соціальні», «Реактивні люди» та «Невротики». З’ясувалося, що смертність серед невротиків виявилася вищою, ніж в інших типів особистості. Психологи пов’язують це з тим, що невротична особистість важче справляється з труднощами. В той же час, вчені також дійшли висновку, що зі смертю кожного невротика колонія покращувалася та стабілізувалася.